# بودلینگ
بودلینگ (به فرانسوی: Budling) یک کمون در فرانسه است که در Canton of Metzervisse واقع شده‌است.

## خصوصیات
بودلینگ ۵٫۷۳ کیلومترمربع مساحت و ۱۶۸ نفر جمعیت دارد و ۲۳۳ متر بالاتر از سطح دریا واقع شده‌است.